# Valve Anti-Cheat
Valve Anti-Cheat (forkortet VAC) er et computerprogram til at forebygge snyd i computerspil. VAC er en komponent i Steam spilplatformen. Det er udviklet af Valve Corporation, og første gang udgivet med Counter-Strike 1.6 i 2002.
Snyd i forbindelse med online spil er en udpræget aktivitet. Indenfor Counter Strike, Left 4 Dead, Call of Duty, Call of Duty: Modern Warfare 2, etc. var der 1,7 millioner steam-konti i år 2013, der er blevet permanent udelukket fra online spilservere beskyttet af VAC.